# Hemiasterella intermedia
Hemiasterella intermedia är en svampdjursart som beskrevs av Arthur Dendy 1922. Hemiasterella intermedia ingår i släktet Hemiasterella och familjen Hemiasterellidae. Inga underarter finns listade i Catalogue of Life.